# District de Kokrajhar
Le district de Kokrajhar (assamais : কোকৰাঝাৰ জিলা) est un district de l’État d’Assam en Inde.

## Géographie
Le chef-lieu du district est la ville de Kokrajhar (en).
Le district s’étend sur une superficie de 3 296 km2 et compte une population de 887 142 habitants en 2011.